# Placentia (plaats in Canada)
Placentia is een plaats in de Canadese provincie Newfoundland en Labrador. Het dorp bevindt zich in het zuidoosten van het eiland Newfoundland en is de hoofdplaats van de gemeente Placentia. Het dorp was van 1655 tot 1713 de belangrijkste nederzetting van de Fransen op Newfoundland.

## Geschiedenis
Al in de 16e eeuw bevond er zich te Placentia een kleine, seizoensgebonden vissersnederzetting. In 1655 besloten de Fransen om de nederzetting Plaisance te gaan uitbouwen en er hun belangrijkste uitvalsbasis te Newfoundland van te gaan maken. De plaats groeide al snel uit tot de belangrijkste nederzetting aan de Franse kust van Newfoundland. Verder noordwaarts ontstond het dorp Petite Plaisance dat in 1901 van naam veranderde naar Argentia.
In 1662 bouwden de Fransen een strategisch fort op de heuvel die uitkijkt over het lagergelegen dorp Placentia. In de late 17e eeuw werden er nog verschillende fortificaties ter bescherming van de plaats toegevoegd. Deze heuvel staat vandaag bekend als Castle Hill en is erkend als een National Historic Site of Canada. Behalve Franse vestingwerken huisvest hij ook Britse vestingwerken. De Britten namen de controle over het fort immers over door het Verdrag van Utrecht (1713) en hielden het in gebruik tot 1811.
In 1940 werden de inwoners van de naburige plaats Argentia en het aangrenzende Marquise gedwongen om zich te hervestigen naar de naburige dorpen omdat het schiereiland werd omgebouwd tot een Amerikaanse marine- en luchtmachtbasis. Velen onder hen verhuisden naar het dorp Placentia. Behalve door deze hervestigingsoperatie kende Placentia gedurende de jaren 60 en 70 ook een gevoelige groei door de vele duizenden jobs die de vlakbijgelegen militaire basis met zich meebracht.
Het dorp Placentia kreeg in 1945 een gemeentebestuur. Het was eerst een van Newfoundlands rural districts, al werd het reeds begin jaren 50 omgevormd tot een town. Ook de buurt Southeast Placentia viel onder dit gemeentebestuur. In 1994 vond er een gemeentelijke herindeling plaats waarbij Placentia fusioneerde met buurgemeenten Dunville, Freshwater en Jerseyside, evenals naburig gemeentevrij gebied. Hierdoor ontstond de huidige gemeente Placentia.

## Geografie
Placentia ligt aan de westkust van het schiereiland Avalon, het zuidoostelijke schiereiland van Newfoundland. Het dorp ligt relatief centraal in de gelijknamige fusiegemeente en bevindt zich op een rijafstand van 130 km van de provinciehoofdstad St. John's.
De plaats is gelegen op een grotendeels volgebouwd schiereilandje. Het betreft een stuk kustvlakte die geprangd ligt tussen enerzijds de Placentia Road, een inham van de Placentia Bay, en anderzijds de Placentia Harbour. Beide wateren zijn met elkaar verbonden door een amper 100 m brede doorgang genaamd Placentia Gut.
De natuurlijke haven Placentia Harbour vormt het beginpunt van twee zeearmen, namelijk de Northeast Arm en de Southeast Arm. In het zuiden is er een smalle istmus die de verbinding met de rest van Newfoundland maakt. In het noorden wordt de verbinding gemaakt door de Sir Ambrose O'Shea Bridge, die de zogenaamde Placentia Gut oversteekt. Het doorgaand verkeer te Placentia gebruikt provinciale route 100, die over de voornoemde istmus en brug loopt.
Direct ten noorden van Placentia, aan de overkant van de brug, ligt Jerseyside en Castle Hill. Ten zuiden van de plaats liggen Southeast Placentia en Point Verde.
| Nabijgelegen plaatsen | Nabijgelegen plaatsen | Nabijgelegen plaatsen | Nabijgelegen plaatsen | Nabijgelegen plaatsen |
| --------------------- | --------------------- | --------------------- | --------------------- | --------------------- |
| Freshwater            |                       | Jerseyside            |                       | Ferndale              |
|                       |                       |                       |                       |                       |
|                       |                       |                       |                       |                       |
|                       |                       |                       |                       |                       |
| Point Verde           |                       |                       |                       | Southeast Placentia   |

## Demografie
Onderstaande grafiek geeft de demografische ontwikkeling van Placentia weer tussen 1951 en 1986. Sinds het ontstaan van de gelijknamige fusiegemeente in 1994 worden er geen aparte bevolkingsdata voor het dorp meer verzameld.
| Demografische ontwikkeling van Placentia tussen 1951 en 1986 |
| ------------------------------------------------------------ |
|                                                              |
| Bron: Statistics Canada                                      |

## Gezondheidszorg
Gezondheidszorg wordt in het dorp aangeboden door het Placentia Health Centre, een gezondheidscentrum dat zich bevindt aan Corrigan Place. Deze zorginstelling valt onder de bevoegdheid van de Newfoundland and Labrador Health Services (als opvolger van de gezondheidsautoriteit Eastern Health) en biedt de inwoners van Placentia en omgeving eerstelijnszorg, een beperkt aanbod van gespecialiseerde zorg, palliatieve zorg en een spoeddienst aan. De NLHS baat ook een verzorgingstehuis uit in het dorp.

## Galerij

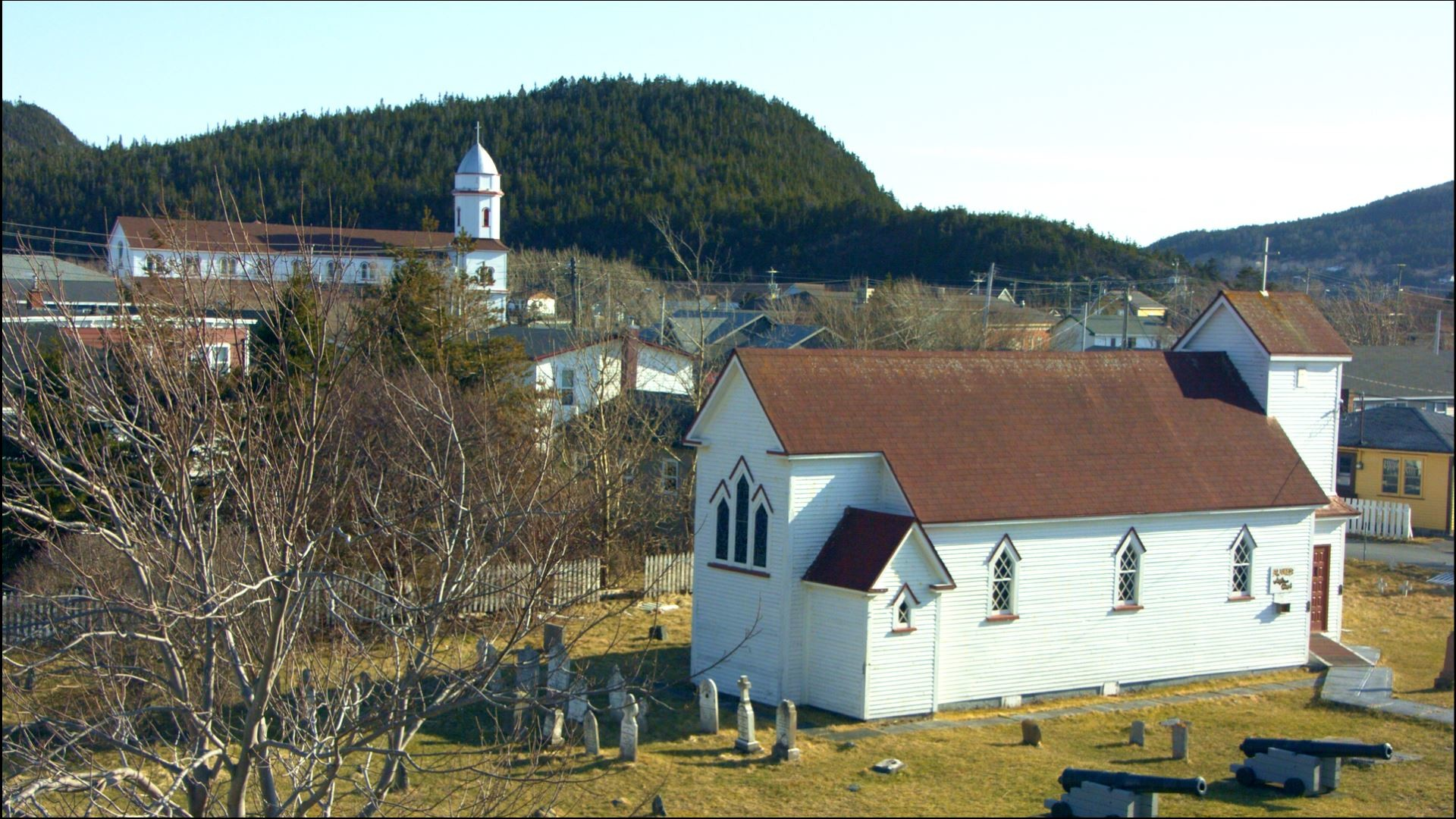
De voormalige anglicaanse Sint-Lucaskerk (voorgrond) en de katholieke Heilig-Hartkerk (achtergrond)
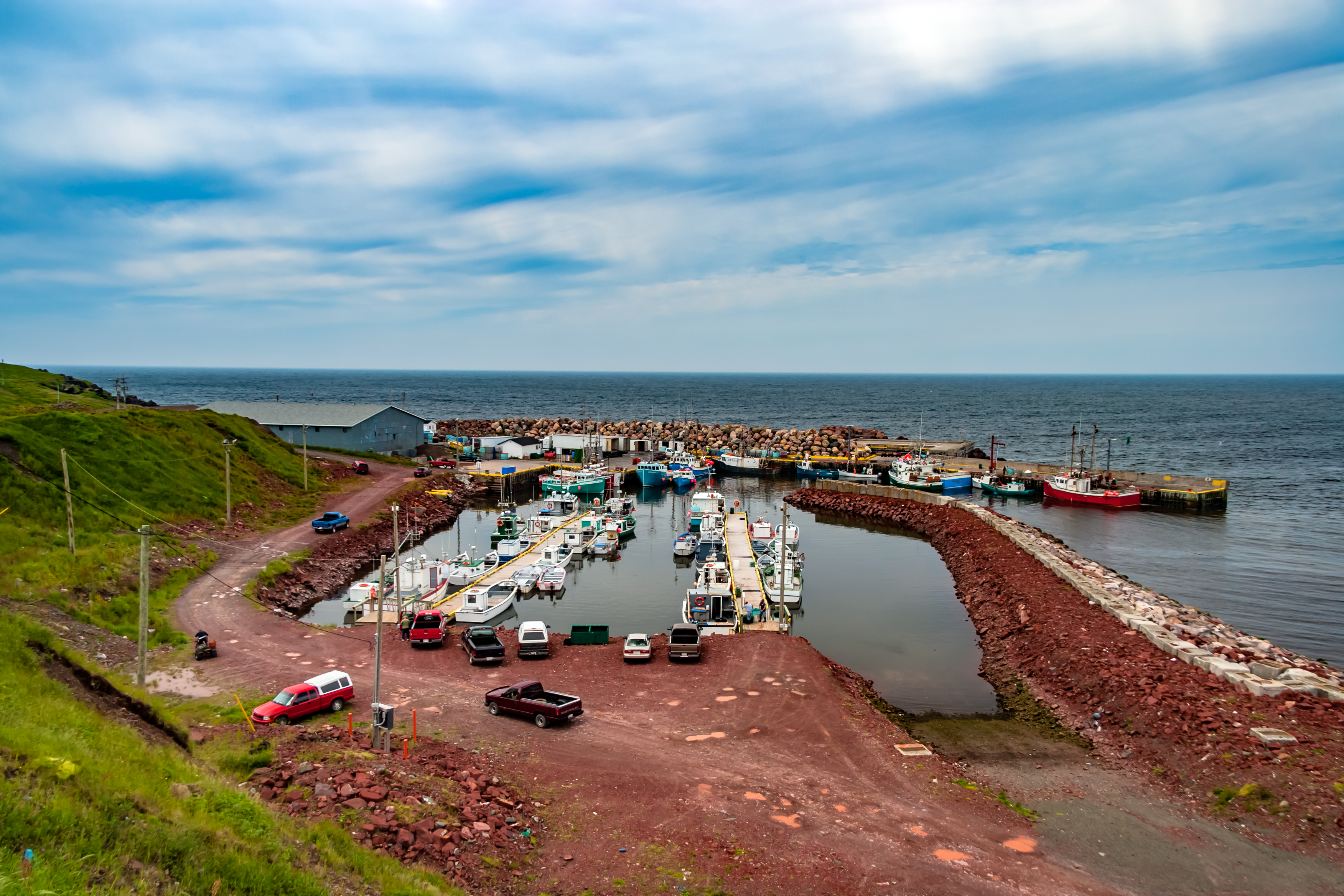
De haven van Placentia
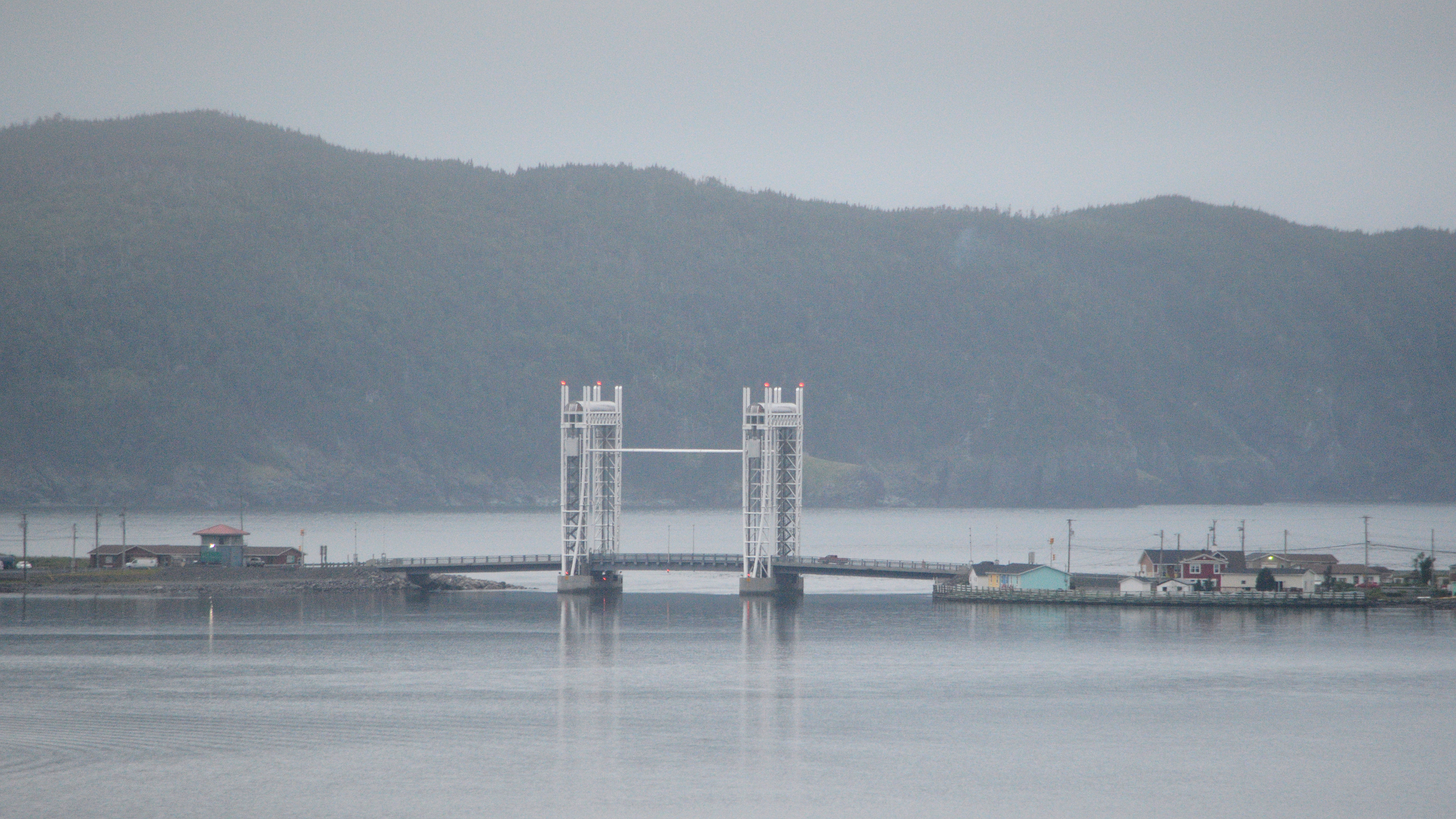
De Sir Ambrose Shea Bridge over Placentia Gut